# 이사 갬배르

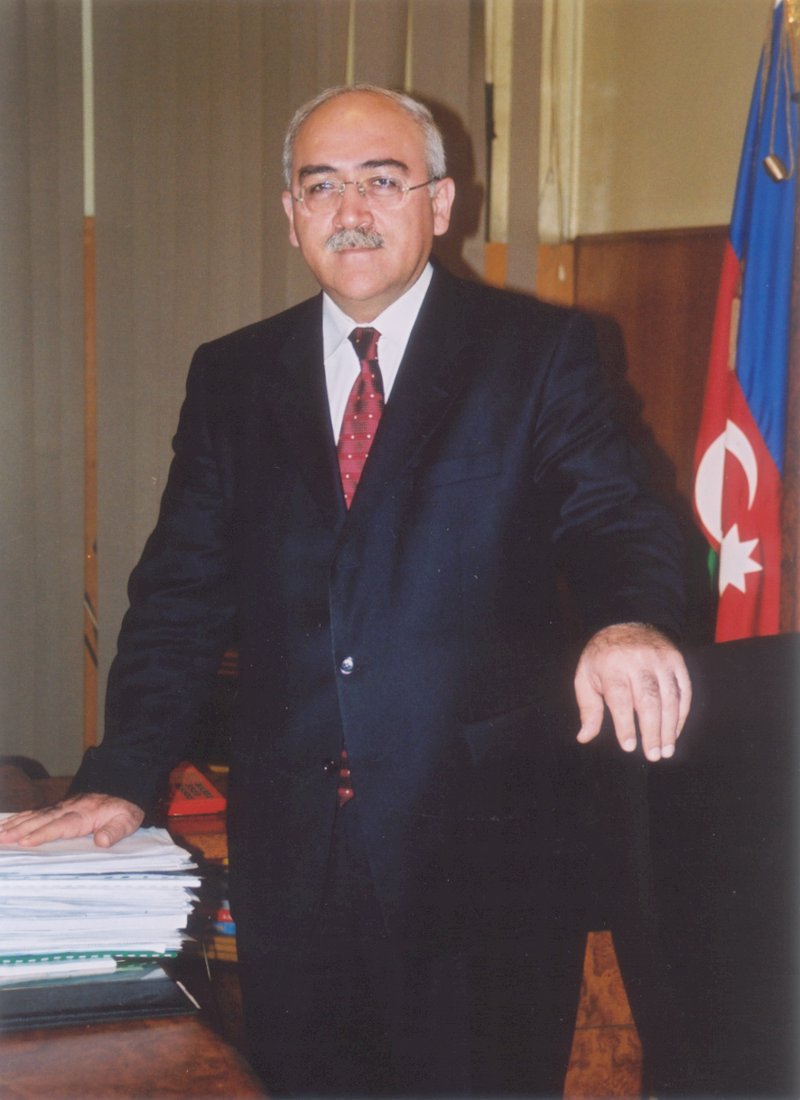
이사 감바르

이사 갬배르(아제르바이잔어: İsa Yunis oğlu Qəmbər 이사 유니스 오글루 갬배르, 영어: Isa Gambar, 1957년 2월 24일 ~ )는 아제르바이잔의 정치인이다. 평등당(아제르바이잔어: Müsavat Partiyası 뮈사바트 파르티야스)의 대표이며, 1992년 5월 19일부터 동년 6월 16일까지 아제르바이잔의 임시 대통령으로 재임하였다.

## 같이 보기
- 아제르바이잔의 대통령